# Giancarlo Asteo
Giancarlo Asteo (Roma, 13 settembre 1933 – 17 dicembre 1986) è stato un cestista e allenatore di pallacanestro italiano.

## Carriera

### Giocatore
Cestista della Ginnastica Roma e della AS Roma, ha disputato 6 partite in nazionale, tutte in occasione di un torneo internazionale disputato a Istanbul; ha messo a referto 6 punti in totale.

### Allenatore
Ha esordito da allenatore nella Ex Alunni Massimo Roma, che ha guidato sino al 1965. Dopo quattro anni di pausa, guidò per due stagioni l'Ostiense, prima di passare al Basket Roma nel 1971. Fino al 1975 diresse le selezioni giovanili e nel 1975, dopo la fusione con la Lazio, divenne allenatore della prima squadra.
Ha allenato la squadra biancoceleste dal 1975 al 1981, guidando la squadra alla promozione nella Serie A1 1979-80. Nella stagione 1981-82 ha guidato la Virtus Roma in Serie A1, e successivamente ha trascorso due anni alla Libertas Forlì, con cui ha ottenuto la promozione in massima serie dopo il quarto posto in Serie A2 1982-1983.
Dopo un periodo di pausa necessario per le cure di un tumore, tornò ad allenare nel 1985. Guidò la RSR Sebastiani Rieti, che disputava la Serie A2 1985-86. Chiuse la prima stagione al sesto posto; non riuscì però a concludere la stagione successiva, a causa della morte sopraggiunta il 17 dicembre 1986.